# Grand-Prix-Europameisterschaft 1932

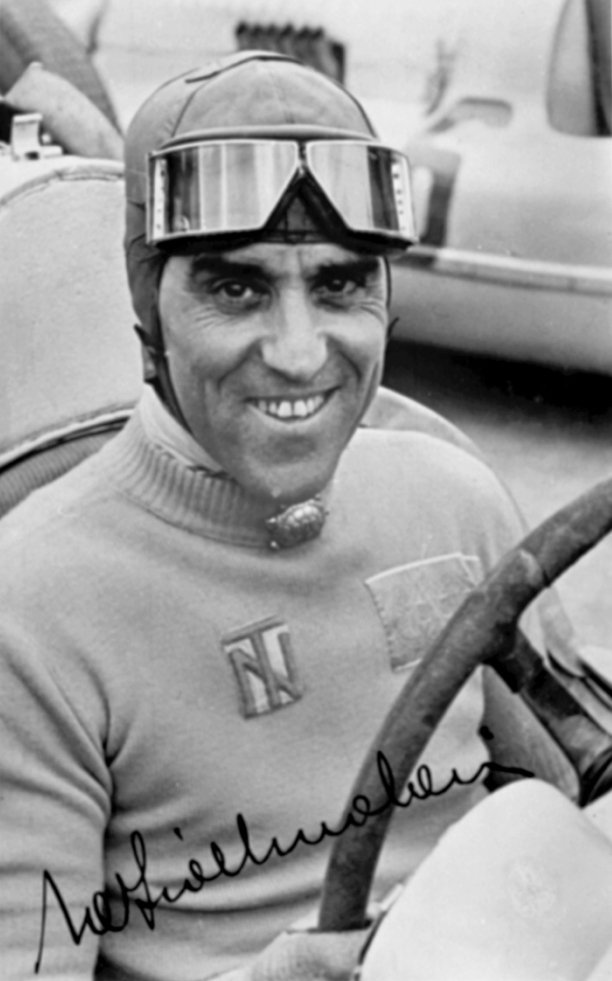
Europameister 1932: Tazio Nuvolari

In der Grand-Prix-Saison 1932 wurde vom Internationalen Automobilverband AIACR zum zweiten Mal eine Europameisterschaft durchgeführt, in der es dieses Mal sowohl erneut eine Fahrer- wie jetzt zusätzlich auch eine Teamwertung gab.
Gewertet wurden dafür die Ergebnisse der Großen Preisen von Italien in Monza, Frankreich bei Reims-Gueux und Deutschland auf dem Nürburgring. Entsprechend der für diese Saison geltenden Bestimmungen der Internationalen Grand-Prix-Rennformel gab es für diese drei Grandes Épreuves unter Verzicht von beinahe jeglicher Art technischer Beschränkungen für die Wagen (die sogenannte Freie Formel) lediglich die Vorgabe, dass die Renndauer mindestens fünf Stunden betragen musste. Im Unterschied zum Vorjahr waren Fahrerwechsel während der Rennen daher nicht mehr unbedingt nötig.
Daneben fanden in dieser Saison noch weitere elf international bedeutende Rennen sowie zahlreiche weitere nationale und regionale Veranstaltungen nach der sogenannten „Freien“ Formel statt, unter denen vor allem der Große Preis von Monaco eine besonders herausragende Stellung besaß.
Europameister 1932 wurde der 39-jährige Italiener Tazio Nuvolari auf einem Alfa Romeo Tipo B des offiziellen Alfa-Romeo-Werksteams, der die Großen Preise von Italien und Frankreich und außerdem neben drei weiteren italienischen Rennen auch noch den Großen Preis von Monaco gewinnen konnte. Gleichzeitig konnte sich Alfa Romeo mit den Siegen in allen drei Grande Épreuves auch überlegen die Teamwertung sichern.

## Regelwerk
Die Punktevergabe, die gegenüber dem Vorjahr leicht verändert wurde, basierte auf einem System von Strafpunkten. Der Sieger bzw. das siegreiche Team bekam einen Punkt, der Zweite zwei usw. bis fünf Punkte für den Fünftplatzierten. Der Rest des Starterfeldes erhielt sechs Punkte, bei Nichtantritt eines Rennens wurden sieben Punkte vergeben. Gewertet wurden nur Fahrer, die mit dem jeweiligen Auto an den Start gingen, Fahrerwechsel wurden nicht berücksichtigt. Bei den Rennställen zählte jeweils nur das bestplatzierte Fahrzeug. Zum Gesamtsieger wurde am Saisonende erklärt, wer insgesamt die wenigsten Zähler auf seinem Konto hatte. Bei Punktegleichstand gab den Ausschlag, welcher Fahrer insgesamt die längere Distanz zurückgelegt hatte.

## Saisonbericht
Mit der Verkürzung der Renndauer der Grandes Épreuves von zehn auf fünf Stunden fiel auch das letzte Hemmnis, das die Ausrichtung attraktiver Grand-Prix-Rennen erschwerte. Im Vorjahr waren die 10-Stunden-Rennen spätestens ab der zweiten Rennhälfte zu einer quälenden Angelegenheit für Fahrer, Wagen und nicht zuletzt auch die Zuschauer geworden, bei der nur noch durch Boxenstopps und technische Defekte etwas Abwechslung geboten wurde. Mit der neuen 5-Stunden-Regel waren die offiziellen Großen Preise zwar immer noch länger als die meisten Formula-Libre-Veranstaltungen, aber die grundlegenden Gegensätze der beiden „Welten“ waren damit ausgeräumt, so dass die beiden Varianten des Automobilrennsports nun immer stärker miteinander verschmolzen.
Das prägendste Ereignis des Jahres war sicherlich das Erscheinen des Alfa Romeo Tipo B, des ersten speziell für den Grand-Prix-Sport entwickelten einsitzigen Rennwagens mit zentral angeordneter Fahrerposition („Monoposto“), der mit einem Schlag die allgemeine Vorstellung über Rennwagen grundlegend veränderte. Diese waren bald nur noch reine Spezialmaschinen, die praktisch keinerlei Ähnlichkeit mehr mit Automobilen für den Alltagsverkehr aufwiesen, wodurch jedoch die Faszination des Publikums nur noch weiter gesteigert wurde. Alfa-Romeo-Chefkonstrukteur Vittorio Jano hatte bei der Entwicklung des Tipo B an das vorjährige Spezialmodell Alfa Romeo Tipo A für Hochgeschwindigkeitsbahnen mit Zwillingsmotor angeknüpft, diesen nun aber durch einen „normalen“ Reihenachtzylinder ersetzt, der nach den Konstruktionsprinzipien des Vorgängermodells „Monza“ aus zwei aneinandergereihten Vierzylinder-Aluminiumblöcken zusammengesetzt war, wenn auch mit einer deutlichen Hubraumsteigerung auf 2,7 Liter. Der Tipo B erreichte damit eine Stärke von etwa 215 PS, was – bis auf die reifenmordenden doppelmotorigen „Track Cars“ – weit über den Leistungswerten aller zeitgenössischen Grand-Prix-Wagen lag. Dabei konnte durch konsequenten Leichtbau das Gesamtgewicht des Fahrzeugs sogar noch reduziert werden. Eine Besonderheit der Konstruktion war außerdem, dass das Differential direkt hinter dem mit dem Motor verblockten Getriebe eingebaut wurde und von dort wie schon beim Tipo A zwei separate Antriebswellen zu den Hinterrädern führten, so dass der Fahrersitz dazwischen in einer tieferen Position platziert werden konnte. Durch den Verzicht auf den vom Reglement nicht mehr geforderten zweiten Sitz wurden außerdem die Stirnfläche des Autos – und damit auch Gewicht und Luftwiderstand – minimiert.
Bis zum Debüt des Tipo B – oder auch „P3“, wie er von der Presse in Anlehnung an den erfolgreichen Vorgänger Alfa Romeo P2 der 1920er Jahre häufig auch bezeichnet wurde – beim Großen Preis von Italien war die Saison jedoch mit Siegen von Achille Varzi auf Bugatti Type 51 in Tunesien, Tazio Nuvolari auf dem Vorjahres-Alfa-Romeo Typ „Monza“ in Monaco und bei der Targa Florio – deren Bedeutung angesichts des Wiedererwachens der offiziellen Grand-Prix-Rennen nun etwas zu schwinden begann – sowie Luigi Fagioli auf dem neuen doppelmotorigen Maserati V5 auf der schnellen Pista del Littorio bei Rom einigermaßen ausgewogen gewesen. Für den Rest des Jahres bildete der neue Monoposto jedoch eine Klasse für sich, insbesondere in der Kombination mit Tazio Nuvolari am Steuer. Mit seinen Erfolgen in den Grands Prix von Italien und Frankreich und einem zweiten Platz beim Großen Preis von Deutschland sicherte er sich als bester und vielseitigster Fahrer der Saison auch den Europameistertitel, mit großem Abstand vor seinen beiden Stallgefährten Baconin Borzacchini – der in der Zwischenzeit seinen unter dem faschistischen Regime Italiens nicht gerade unverfänglichen Vornamen in Mario Umberto umgeändert hatte – und Rudolf Caracciola, der das Rennen auf dem Nürburgring gewonnen hatte. Mit drei Siegen in allen drei Grandes Épreuves des Jahres gewann Alfa Romeo natürlich in diesem Jahr auch souverän die Teamwertung. Außerdem beherrschten die neuen Alfa Romeo natürlich auch die italienische Formula Libre, in der noch weitere Siege von Nuvolari in Livorno und Pescara sowie von Caracciola im Gran Premio di Monza zu der erfolgreichen Markenbilanz hinzu kamen.
Caracciola war 1932 zu Alfa Romeo gestoßen, nachdem Mercedes-Benz wegen der anhaltenden Weltwirtschaftskrise jegliche werksseitige Unterstützung von Renneinsätzen gestrichen hatte. Zu Beginn der neuen Saison musste er sich jedoch noch mit einem von ihm nominell privat gemeldeten Vorjahresmodell vom Typ „Monza“ begnügen, weil der Überlieferung nach Nuvolari, Borzacchini und allen voran Giuseppe Campari, die drei regulären Piloten des italienischen Rennstalls, ihn angeblich als nicht stark genug einschätzten, um einen angemessenen Beitrag zu ihrem gemeinsamen Pool von Start- und Preisgeldern einzufahren. Nachdem er die Mille Miglia jedoch bis 50 km vor dem Ziel souverän angeführt und eine Woche später im Rennen von Monaco obendrein in den letzten Runden auf eine Attacke gegen den mit angeschlagenem Auto führenden Nuvolari verzichtet hatte, durfte Caracciola quasi zur Belohnung ab dem Großen Preis von Italien dann auch offiziell für die Alfa-Romeo-Werksmannschaft starten. Über seinen Sieg vor Nuvolari beim Großen Preis von Deutschland heißt es außerdem, dass dieser ebenfalls aufgrund von Stallorder zustande gekommen sein soll. Insgesamt hatte sich Caracciola jedoch in der einzigen Saison seiner Karriere, in der er Nuvolari gegenüber über identisches Material verfügte, dem italienischen Nationalhelden als praktisch ebenbürtig gezeigt.
Dessen Erzrivale Achille Varzi dagegen befand sich bei Bugatti zusammen mit Caracciolas engem Freund Louis Chiron in einer Sackgasse. Im Gegensatz zu Alfa Romeo, wo man zunehmend von Rüstungsaufträgen und einer gewissen Protektion des motorsportfreundlichen Mussolini-Regimes profitierte, wurde für Bugatti der Absatz seiner Renn- und Sportwagen angesichts der Weltwirtschaftskrise und der zunehmenden Verfügbarkeit von gleichartigen Modellen anderer Hersteller – insbesondere wiederum Alfa Romeo und Maserati – zunehmend schwieriger. Schließlich musste sich die Firma sogar um einen Auftrag zum Bau von Eisenbahntriebwagen bewerben, um die Anzahl auf Halde produzierter Motoren einigermaßen zu reduzieren. Darüber kam auch die Weiterentwicklung des im Vorjahr noch so erfolgreiche Grand-Prix-Modells Bugatti Type 51 war mit seinem 2,3-Liter-DOHC-Motor von etwa 180 PS Leistung zu kurz gekommen, und beim Versuch, den Leistungsrückstand auf die Konkurrenten durch fahrerischen Einsatz zu kompensieren, mussten die Piloten nun häufiger die Grenzen der technischen Belastbarkeit austesten. Der neue, speziell für ultraschnelle Pisten konzipierte Type 54 mit mächtigem 5-Liter-Reihenachtzylinder und 300 PS Leistungsabgabe war dagegen zwar deutlich stärker, aber dafür aufgrund seines erheblichen Gewichtsnachteils auch träge und abenteuerlich zu fahren. Vor allem aber waren bei diesem Modell, das bezeichnenderweise aus Komponenten bereits vorhandener Typen zusammengefügt worden war, Reifen- und Bremsenverschleiß enorm. Als noch größerer Flop erwies sich außerdem noch der Type 53 mit Allradantrieb. So gelangen den beiden Spitzenpiloten nur eine Hand voll relativ unbedeutender Erfolge, Varzi ganz zu Beginn der Saison in Tunis und Chrion neben den Siegen in Dieppe und Nizza schließlich noch beim Masaryk-Rennen auf dem anspruchsvollen Kurs von Brünn (Tschechoslowakei), wo er allerdings von technischen Defekten bei Alfa Romeo profitierte.
Auch bei Maserati ging es 1932 nicht richtig voran. Die italienische Rennwagenschmiede musste sich nach dem Tod ihres Firmenleiters und Chefkonstrukteurs Alfieri Maserati erst wieder neu aufstellen und verzettelte sich zu sehr in zu viele unterschiedliche Modellreihen und Projekte, darunter auch eine Reihe neuer Typen für die wiederaufblühende Voiturette-Klasse, für die sich aufgrund des Trends zu immer größeren Motoren im Grand-Prix-Sport mittlerweile wieder eine größere Nische geöffnet hatte. Vor allem mit der Entwicklung des von Alfieri konzipierten, radikal neuen Grand-Prix-Prototypen Maserati TA mit Frontantrieb und vorderer Einzelradaufhängung war Ernesto Maserati als Nachfolger seines Bruders aber überfordert, so dass das Auto nie bei einem Rennen zum Einsatz kam und der betriebene Aufwand am Ende völlig umsonst gewesen war. Etwas erfolgreicher war dagegen der Maserati V5, nach dem Vorgänger V4 ein letztes übermotorisiertes „Track Car“. Dieser mit 16-Zylinder-Zwillingsmotor von 5 Litern Hubraum und 330 PS stärkste, aber auch mit Abstand schwerste Grand-Prix-Rennwagen seiner Zeit konnte jedoch nur auf Ovalkursen und ähnlichen Hochgeschwindigkeitspisten wirklich erfolgversprechend eingesetzt werden. Mannschaftskapitän Luigi Fagioli konnte damit das Rennen auf der neuen Pista del Littorio bei Rom gewinnen und auch beim italienischen Grand Prix war er vom Tempo her sogar schneller als Nuvolari auf dem neuen Alfa-Romeo-Monoposto, verlor das Rennen aber durch die wesentlich längeren Stopps seiner nicht besonders gut organisierten Boxenmannschaft. Da der V5 jedoch nur ein Einzelstück blieb, mussten sich Fagioli, René Dreyfus und Amedeo Ruggeri als Stammfahrer des Teams mit Vorjahresmodellen vom Typ 26M mit auf 2,8 Litern Hubraum vergrößerten Motoren von ca. 200 PS Leistung begnügen, bevor gegen Ende der Saison auch noch eine 3-Liter-Variante des Reihenachtzylinders verfügbar wurde.
Aber nicht nur auf technischem Gebiet gab es bei Maserati weiter Probleme. Bereits zu Saisonmitte hatte Dreyfus das Team nach für ihn enttäuschenden Auftaktresultaten frustriert verlassen, um die Saison stattdessen auf eigene Rechnung mit Louis Chirons privatem Bugatti Type 51 fortzusetzen. So musste beim Saisonabschluss in Monza als Reservefahrer sogar Ernesto Maserati noch einmal ins Cockpit eines Rennwagen seiner Firma klettern. Bei diesem Rennen kam es dann zu einem großen Eklat, weil Alfa Romeo Fagioli beschuldigte, Nuvolari im Vorlauf in unfairer Weise absichtlich von der Strecke gedrängt zu haben, so dass erst nach langen Diskussionen ein Boykott des Finalrennens durch Alfa Romeo noch verhindert werden konnte. Zum Ende einer schwierigen Saison für Maserati kam obendrein Ruggeri im Dezember noch bei einem Rekordversuch mit dem V5 in Montlhéry ums Leben.
Auch in Deutschland gab es neben dem Grand Prix auf dem Nürburgring weiteren interessanten Sport. Beim Avusrennen konnte der noch recht unbekannte deutsche Fahrer Manfred von Brauchitsch auf seinem Mercedes SSKL mit einer vom Aerodynamik-Spezialist Reinhard von Koenig-Fachsenfeld gezeichneten Stromlinienkarosserie – nach dem frühzeitigen Ausfall der „Track Cars“ von Bugatti und Maserati – in einem rundenlangen Kampf noch auf den letzten Metern den Alfa Romeo von Caracciola bezwingen. Die Karosserie an von Brauchitschs Wagen war dabei nicht in weiß – der offiziellen deutschen Rennfarbe – lackiert, sondern silberfarben, so dass zum ersten Mal die Wendung „silberner Pfeil“ verwendet wurde. Bei diesem Rennen hatte es außerdem einen tödlichen Unfall des tschechischen Fahrers Prinz Georg Christian von Lobkowitz gegeben, der der Legende nach angeblich vom Hellseher Erik Jan Hanussen vorhergesagt worden sein soll.
Schon eine Woche später konnte sich Caracciola beim Eifelrennen auf dem Nürburgring revanchieren und sowohl von Brauchitsch als auch seinen engen Verfolger René Dreyfus – jetzt als Bugatti-Privatfahrer – unter teilweise feuchten Bedingungen das gesamte Rennen über in Schach halten. Im Training war zuvor mit Heinrich-Joachim von Morgen einer der talentiertesten und hoffnungsvollsten deutschen Fahrer mit seinem Bugatti tödlich verunglückt.

## Rennkalender

### Grandes Épreuves zur Europameisterschaft
|   | Datum  | Rennen                       | Strecke                | Sieger                         | Statistik |
| - | ------ | ---------------------------- | ---------------------- | ------------------------------ | --------- |
| 1 | 05.06. | Großer Preis von Italien     | Autodromo di Monza     | Tazio Nuvolari (Alfa Romeo)    | Statistik |
| 2 | 03.07. | Großer Preis des ACF         | Circuit de Reims-Gueux | Tazio Nuvolari (Alfa Romeo)    | Statistik |
| 3 | 17.07. | Großer Preis von Deutschland | Nürburgring            | Rudolf Caracciola (Alfa Romeo) | Statistik |

### Weitere Rennen
| Datum  | Rennen                         | Strecke                             | Sieger                                  | Statistik |
| ------ | ------------------------------ | ----------------------------------- | --------------------------------------- | --------- |
| 03.04. | Großer Preis von Tunesien      | Carthage Grand Prix Circuit         | Achille Varzi (Bugatti)                 |           |
| 17.04. | Großer Preis von Monaco        | Circuit de Monaco                   | Tazio Nuvolari (Alfa Romeo)             | Statistik |
| 24.04. | Premio Reale di Roma           | Pista del Littorio                  | Luigi Fagioli (Maserati)                |           |
| 24.04. | Grand Prix d’Oran              | Arcole                              | Jean-Pierre Wimille (Bugatti)           |           |
| 30.04. | British Empire Trophy          | Brooklands                          | John Cobb (Delage)                      |           |
| 08.05. | Targa Florio                   | Piccolo circuito delle Madonie      | Tazio Nuvolari (Alfa Romeo)             |           |
| 08.05. | Großer Preis von Finnland      | Eläintarha                          | Per Viktor Widengren (Mercedes-Benz)    |           |
| 15.05. | Grand Prix des Frontières      | Circuit de Chimay                   | Arthur Legat (Bugatti)                  |           |
| 16.05. | Trophée de Provence (2000 cm³) | Nîmes                               | Stanisław Czaykowski (Bugatti)          |           |
| 16.05. | Grand Prix de Nîmes            | Nîmes                               | Benoît Falchetto (Bugatti)              |           |
| 22.05. | AVUS-Rennen                    | AVUS                                | Manfred von Brauchitsch (Mercedes-Benz) |           |
| 22.05. | Großer Preis von Casablanca    | Circuit d’Anfa                      | Marcel Lehoux (Bugatti)                 |           |
| 29.05. | Eifelrennen                    | Nürburgring                         | Rudolf Caracciola (Alfa Romeo)          |           |
| 29.05. | Circuit de Torvilliers         | Circuit de Torvilliers              | Robert Gauthier (Bugatti)               |           |
| 05.06. | Grand Prix de Picardie         | Péronne                             | Philippe Étancelin (Alfa Romeo)         |           |
| 19.06. | Großer Preis von Lemberg       | Lemberg                             | Rudolf Caracciola (Alfa Romeo)          |           |
| 26.06. | Grand Prix de Lorraine         | Nancy                               | Jean-Pierre Wimille (Alfa Romeo)        |           |
| 24.07. | Grand Prix de Dieppe           | Circuit de Dieppe                   | Louis Chiron (Bugatti)                  |           |
| 31.07. | Grand Prix de Nice             | Circuit de la Promenade des Anglais | Louis Chiron (Bugatti)                  |           |
| 31.07. | Coppa Ciano                    | Circuito di Montenero               | Tazio Nuvolari (Alfa Romeo)             |           |
| 14.08. | Coppa Acerbo                   | Circuito di Pescara                 | Tazio Nuvolari (Alfa Romeo)             |           |
| 14.08. | Grand Prix du Comminges        | Circuit du Comminges                | Goffredo Zehender (Alfa Romeo)          |           |
| 17.08. | Grand Prix de La Baule         | La Baule                            | W. Williams (Bugatti)                   |           |
| 04.09. | Masaryk Grand Prix             | Masaryk-Ring                        | Louis Chiron (Bugatti)                  |           |
| 10.09. | Mountain Championship          | Brooklands                          | Malcolm Campbell (Sunbeam)              |           |
| 11.09. | Gran Premio di Monza           | Autodromo di Monza                  | Rudolf Caracciola (Alfa Romeo)          |           |
| 11.09. | Grand Prix d’Antibes           | Garoupe                             | Benoît Falchetto (Bugatti)              |           |
| 25.09. | Grand Prix de Marseille        | Circuit de Miramas                  | Raymond Sommer (Alfa Romeo)             |           |
| 25.09. | Munkkiniemenajo                | Helsinki                            | Per Viktor Widengren (Alfa Romeo)       |           |

### Eisrennen
| Datum  | Rennen                    | Strecke | Sieger                     |
| ------ | ------------------------- | ------- | -------------------------- |
| 28.02. | Großer Preis von Schweden | Rämen   | Sven Olof Bennström (Ford) |

## Fahrerwertung
|    | Fahrer              | Wagen      | ITA | FRA | DEU | Punkte |
| -- | ------------------- | ---------- | --- | --- | --- | ------ |
| 1  | Tazio Nuvolari      | Alfa Romeo | 1   | 1   | 2   | 4      |
| 2  | Baconin Borzacchini | Alfa Romeo | 3   | 2   | 3   | 8      |
| 3  | Rudolf Caracciola   | Alfa Romeo | NC  | 3   | 1   | 9      |
| 4  | René Dreyfus        | Maserati   | 5   | 5   | 4   | 12     |
| 5  | Louis Chiron        | Bugatti    | Ret | 4   | Ret | 17     |
|    | Albert Divo         | Bugatti    | 6   | Ret |     | 17     |
| 7  | Luigi Fagioli       | Maserati   | 2   |     |     | 18     |
| 8  | Amedeo Ruggeri      | Maserati   | 8   |     | Ret | 19     |
| 9  | Giuseppe Campari    | Alfa Romeo | 4   |     |     | 20     |
|    | Pietro Ghersi       | Alfa Romeo | 7   |     |     | 20     |
|    | Eugenio Siena       | Alfa Romeo | 9   |     |     | 20     |
|    | W. Williams         | Bugatti    |     | 6   |     | 20     |
|    | Goffredo Zehender   | Alfa Romeo |     | 7   |     | 20     |
|    | Pierre Félix        | Alfa Romeo |     | 8   |     | 20     |
|    | Earl Howe           | Bugatti    |     | 9   |     | 20     |
| 16 | Marcel Lehoux       | Bugatti    | Ret | Ret | Ret | 21     |
|    | Achille Varzi       | Bugatti    | Ret | Ret |     | 21     |
|    | Luigi Premoli       | Maserati   | 10  |     |     | 21     |
|    | Philippe Étancelin  | Alfa Romeo |     | Ret |     | 21     |
|    | Max Fourny          | Bugatti    |     | Ret |     | 21     |
|    | Jean-Pierre Wimille | Bugatti    |     | Ret |     | 21     |
| 22 | Luigi Castelbarco   | Maserati   | Ret |     |     | 23     |
|    | Jean Gaupillat      | Bugatti    |     | Ret |     | 23     |
|    | Hans Lewy           | Bugatti    |     |     | Ret | 23     |
|    | Paul Pietsch        | Bugatti    |     |     | Ret | 23     |
|    | Fahrer              | Wagen      | ITA | FRA | DEU | Punkte |

| Farbe   | Bedeutung                                         | Punkte |
| ------- | ------------------------------------------------- | ------ |
| Gold    | Sieger                                            | 1      |
| Silber  | 2. Platz                                          | 2      |
| Bronze  | 3. Platz                                          | 3      |
| Grün    | mehr als 75% der Renndistanz zurückgelegt         | 4      |
| Blau    | zwischen 50% und 75% der Renndistanz zurückgelegt | 5      |
| Violett | zwischen 25% und 50% der Renndistanz zurückgelegt | 6      |
| Rot     | weniger als 25% der Renndistanz zurückgelegt      | 7      |
| Schwarz | Disqualifiziert (DQ)                              | 8      |
| Blanko  | nicht angetreten                                  | 8      |

Fett – Pole Position

Kursiv – Schnellste Rennrunde